# Аурангзеб, Миангул
Миангул Аурангзеб (англ. Miangul Aurangzeb; 28 мая 1928, Сайду-Шариф — 3 августа 2014, Сайду-Шариф, Хайбер-Пахтунхва) — государственный и военный деятель Пакистана. В разное время занимал должности губернаторов провинций Белуджистан и Хайбер-Пахтунхва.

## Биография
Родился 28 мая 1928 года в Сайду-Шарифе, округ Сват, Британская Индия. После окончания средней школы в Дехрадуне, продолжил обучение в колледже Святого Стивена в Нью-Дели. В 1947 году Миангул окончил Пакистанскую военную академию, а в 1948 году начал проходить военную службу в составе Пограничного полка. Затем проходил службу в качестве адъютанта генерала Мухаммеда Айюба Хана. В 1955 году женился на дочери генерала Насиме Айюб Хан. С 1956 по 1958 год был представителем туземного княжества Сват в Ассамблее Западного Пакистана. Затем стал депутатом Национальной ассамблеи Пакистана.
C 22 апреля 1997 по 17 августа 1999 года занимал должность губернатора провинции Белуджистан. Затем был назначен на должность губернатора Хайбер-Пахтунхва. 12 октября 1999 года в Пакистане произошёл военный переворот и Миангул Аурангзеб был снят с должности. Миангул Аурангзеб являлся одним из трех человек в истории Пакистана, занимавшим должности губернаторов разных провинций страны. 3 августа 2014 года скончался в Исламабаде после продолжительной болезни. У него осталась жена и шесть детей.